# Ludwig von Praet
Ludwig von Flandern, Herr von Praet (Lodewijk van Praet, * 25. Oktober 1488; † 20. Dezember 1556) war ein Adliger aus den Siebzehn Provinzen und ein wichtiger Diplomat und Staatsmann unter Kaiser Karl V.
Ludwig stammte väterlicherseits von einem unehelichen Sohn Ludwigs II., Graf von Flandern, ab (siehe Haus Dampierre), mütterlicherseits von einer unehelichen Tochter Philipps des Guten, Herzog von Burgund. Er war ein Schüler der Brüder vom gemeinsamen Leben und Student in Löwen.
1515 bis 1522 war Ludwig 'hoog-baljuw' (Groß-Bailli) von Gent, 1523 bis 1549 das gleiche in Brügge. 1522 bis 1525 diente er dem Kaiser als Botschafter in England, bis er in einen ernsthaften Konflikt mit Thomas Wolsey geriet und das Land verlassen musste. 1525 bis 1526 war er kaiserlicher Botschafter in Frankreich. 1531 wurde Ludwig zum Ritter des Ordens vom Goldenen Vlies gewählt. 1544 bis 1546 war er Statthalter von Holland und Seeland.
In England traf Ludwig mit dem spanischen Humanisten Juan Luis Vives zusammen, der ihm 1523 sein Buch De Consultatione widmete. Auch das 1526 in Brügge entstandene Buch De subventione pauperum ist ihm gewidmet. 
1555 wurde er in einem eindrucksvollen Mausoleum in Aalter bestattet.
1516 heiratete er Jossine von Praet, † 5. Dezember 1546, Tochter und Erbin von Karl von Praet, Herrn von Moerkerke, und Catherine de Halewyn. Mit ihr hatte er einen Sohn, Johann II., der 1545 (und damit vor seinem Vater) erbenlos starb.   